# Messknecht
Der Meßknecht von Preßler ist ein historisches Messgerät zur Höhenmessung, zur Messung anderer Größen und eine Umrechnungstabelle, erfunden von Max Preßler.
Es besteht aus einer zu einem körperlichen Eck zusammenlegbaren Papptabelle, versehen mit verschiedenen Teilungen (Grad, Sinus, Cosinus, Tangens), zu denen zentrisch ein dünner Faden befestigt ist, so dass beim Zielen längs einer Kante die betreffenden Ablesungen wie bei Freihandinstrumenten zur Höhenmessung genommen werden können. Die Vorrichtung ist für genäherte Messungen brauchbar. Mathematische, physikalische, mechanische, forst- und landwirtschaftliche usw. Zahlenangaben in Tabellenform zur Umrechnung ergänzen das Messgerät.
Der Messknecht konnte auch für weitere Messungen zum Beispiel als Sonnenuhr, als Zeitmessknecht, verwendet werden.